# Лабзина, Анастасия Сергеевна
Анастасия Сергеевна Лабзина (род. 28 января 2005, Арзамас, Нижегородская область) — российская волейболистка, нападающая-доигровщица.

## Биография
Волейболом начала заниматься в спортивной секции при ФОК «Звёздный» города Арзамаса у тренера Л.Г.Трапезниковой. В 12-летнем возрасте переехала в Москву, где была принята в СШОР № 65 «Ника» (тренер — В.Г. Лукашкин). Становилась победителем и призёром первенств Москвы и России в различных возрастных категориях.
С 2021 года на протяжении трёх сезонов выступала за фарм-команду ВК «Тулица», с которой выигрывала «бронзу» чемпионата (2023) и Кубка (2021) Молодёжной лиги. В 2023—2024 играла за «Липецк» в высшей лиге «А». По итогам сезона липецкими журналистами была признана лучшим игроком в составе команды. В 2024 заключила контракт с ВК «Динамо» (Краснодар), в составе которого дебютировала в суперлиге чемпионата России.

### Клубная карьера
- 2021—2023 —  «Тулица»-2 (Тула) — молодёжная лига;
- 2023—2024 —  «Липецк» (Липецк) — высшая лига «А»;
- с 2024  —  «Динамо» (Краснодар) — суперлига;
- 2025 —  «Динамо»-РЦСП (Краснодар) — молодёжная лига.

## Достижения
- победитель (2025) и бронзовый призёр (2023) Молодёжной лиги чемпионата России.
- бронзовый призёр розыгрыша Кубка Молодёжной лиги 2021.